# خلاصة: فن التصميم
مُجرَّد: فن التصميم هو سلسلة وثائقية من أعمال نتفلكس الأصلية تُركز على فناني التصميم. تم إصدار السلسلة على المنصة بتاريخ 10 فبراير 2017. تم إنشاء السلسلة من قبل رئيس التحرير السابق لدى مجلة Wired سكوت داديتش.
كان الموسم الأول باستضافة الرسام كريستوف نيمان ، ومصمم أحذية نايك تينكر هاتفيلد ، ومصممة المسرح إس ديفلين ، والمهندس المعماري بجارك إنجلز ، ومصمم السيارات رالف جيل ، ومصممة الجرافيك بولا شير ، والمصور بلاتون ، والمصمم الداخلي إيلس كروفورد.
في عام 2019 ، أعلنت Netflix أنه تم تجديد المسلسل لموسم ثانٍ ، والذي تم إصداره في 25 سبتمبر 2019.

## الحلقات
| الموسم | الموسم | الحلقات | الحلقات | البث الأصلي    | البث الأصلي    |
| الموسم | الموسم | الحلقات | الحلقات | البث الأول     | البث الأخير    |
| ------ | ------ | ------- | ------- | -------------- | -------------- |
|        | 1      | 8       | 8       | 10 فبراير 2017 | 10 فبراير 2017 |
|        | 2      | 6       | 6       | 25 سبتمبر 2019 | 25 سبتمبر 2019 |

### الموسم الأول (2017)
| ر. الإجمالي | ر. في الموسم | العنوان                            | المخرج                    | تاريخ الإصدار الأصلي |
| ----------- | ------------ | ---------------------------------- | ------------------------- | -------------------- |
| 1           | 1            | «كريستوف نيمان ‏: Illustration»     | مورغان نيفيل              | 10 فبراير 2017       |
| 2           | 2            | «Tinker Hatfield: Footwear Design» | Brian Oakes               | 10 فبراير 2017       |
| 3           | 3            | «إزميرالدا ديفلين: Stage Design»   | Brian Oakes               | 10 فبراير 2017       |
| 4           | 4            | «Bjarke Ingels: Architecture»      | مورغان نيفيل              | 10 فبراير 2017       |
| 5           | 5            | «رالف غيليس: Automotive Design»    | Elizabeth Chai Vasarhelyi | 10 فبراير 2017       |
| 6           | 6            | «Paula Scher: Graphic Design»      | Richard Press             | 10 فبراير 2017       |
| 7           | 7            | «Platon: Photography»              | Richard Press             | 10 فبراير 2017       |
| 8           | 8            | «Ilse Crawford: Interior Design»   | Sarina Roma               | 10 فبراير 2017       |

### الموسم الثاني (2019)
| ر. الإجمالي | ر. في الموسم | العنوان                               | المخرج                    | تاريخ الإصدار الأصلي |
| ----------- | ------------ | ------------------------------------- | ------------------------- | -------------------- |
| 9           | 1            | «أولافور إلياسون: The Design of Art»  | Jason Zeldes              | 25 سبتمبر 2019       |
| 10          | 2            | «Neri Oxman: Bio-Architecture»        | مورغان نيفيل              | 25 سبتمبر 2019       |
| 11          | 3            | «Ruth Carter: Costume Design»         | Claudia Woloshin          | 25 سبتمبر 2019       |
| 12          | 4            | «Cas Holman: Design for Play»         | Elizabeth Chai Vasarhelyi | 25 سبتمبر 2019       |
| 13          | 5            | «Ian Spalter: Digital Product Design» | Scott Dadich              | 25 سبتمبر 2019       |
| 14          | 6            | «jonathen Hoefler ‏: Typeface Design»  | Brian Oakes               | 25 سبتمبر 2019       |

## روابط خارجية
- الملخص: فن التصميم على Netflix
- خلاصة: فن التصميم  في قاعدة بيانات الأفلام على الإنترنت (بالإنجليزية)